# Кунцево (усадьба)
«Кунцево» — бывшая дворянская загородная усадьба, расположенная в черте современной Москвы в районе Филёвский Парк. В 1690—1865 годах принадлежала Нарышкиным. Свои характерные архитектурные формы усадьба получила во второй половине XIX века при К.Т. Солдатёнкове. Имеет статус объекта культурного наследия федерального значения.

## История
История усадьбы Кунцево уходит корнями в глубь веков. Известно, что по окончании Стрелецкого бунта в 1690 году деревня Кунцево, бывшая во владении Милославских, отошла Нарышкиным в лице дяди Петра Великого Льва Кирилловича Нарышкина. Судя по описи, кроме земли на реках Москва и Хвилка он получил в собственность «… две горницы на глухих подклетах, меж ими сени, на сенях и по горницам чердаки (терема); позади хором бани, кругом двора заборы; на дворе же три сарая, поварня, подле поварни погреб да ледник; на дворе же у ворот изба на глухом подклете с сенями, на сенях городок; на дворе ж пять житниц, да двор скотный, на нем три избы людских, конюшня, два сарая…».
В 1744 сын Льва Кириловича Александр заложил каменную церковь во имя Знамения Богородицы, на фундаменте которой в 1913-м была выстроена новая. При нём также было начато строительство большого дома, разбит сад с аллеями и созданы оранжереи.
В 1763 году в усадьбе гостила императрица Екатерина Великая:

7-го числа, в Субботу ЕЁ ИМПЕРАТОРСКОЕ ВЕЛИЧЕСТВО, оказывая Свое Высочайшее и Всемилостивейшее благоволение к Их Высокопревосходительствам Обер-Шенку Александру Александровичу и Шталмейстеру Льву Александровичу Нарышкиным, соизволила Высочайшего Своего присутствия удостоить, в Подмосковных их Высокопревосходительств быть домах: у Обер-Шенка в селе Покровском, Фили тож, у Шталмейстера в селе Знаменском.<…>

изволила проезжать в село Знаменское, в дом к Его Высокопревосходительству Шталмейстеру Льву Александровичу Нарышкину, где и вечернее кушанье кушать соизволила. При окончании стола, при пушечной пальбе, пили здоровья, равно как в доме Его Высокопревосходительства Обер-Шенка. По окончании стола ЕЁ ИМПЕРАТОРСКОЕ ВЕЛИЧЕСТВО соизволила побыть в помянутом Его Высокопревосходительства доме несколько времени; потом, при пушечной пальбе, изволила возвратиться во Дворец.
Оригинальный текст (рус. дореф.)7-го числа, въ Субботу ЕЯ ИМПЕРАТОРСКОЕ ВЕЛИЧЕСТВО, оказывая Свое Высочайшее и Всемилостивѣйшее благоволѣние къ Ихъ Высокопревосходительствамъ Оберъ-Шенку Александру Александровичу и Шталмейстеру Льву Александровичу Нарышкинымъ, соизволила Высочайшаго Своего присутсвиія удостоить, въ Подмосковныхъ ихъ Высокопревосходительствъ быть домахъ: у Оберъ-Шенка въ селѣ Покровскомъ, Фили тожъ, у Шталмейстера въ селѣ Знаменскомъ <...>

изволила проѣзжать въ село Знаменское, въ домъ къ Его Высокопревосходительству Шталмейстеру Льву Александровичу Нарышкину, гдѣ и вечернее кушанье кушать соизволила. При окончаніи стола, при пушечной пальбѣ, пили здоровья, равно какъ въ домѣ Его Высокопревосходительства Оберъ-Шенка. По окончаніи стола ЕЯ ИМПЕРАТОРСКОЕ ВЕЛИЧЕСТВО соизволила побыть въ помянутомъ Его Высокопревосходительства домѣ нѣсколько времени; потомъ, при пушечной пальбѣ, изволила возвратиться во Дворецъ.
— «Камер-фурьерский журнал», июнь 1763 г.
Главный дом усадьбы сгорел в 1812 году и был заново отстроен в 1817. В 20-е годы XIX века парадный двор был дополнен флигелями в стиле ампир.
В 1818 году возникла необходимость принять в Москве прусского короля Фридриха Вильгельма III, отца Великой княгини Александры Фёдоровны, чей визит был вызван рождением наследника престола. Так как король ехал через Польшу, его путь лежал по Можайской дороге вблизи Кунцева. В честь такого знаменательного события хозяин усадьбы Александр Львович Нарышкин установил памятный обелиск с изображением вензеля императора Александра I на западной стороне памятника; на противоположной, обращённой к Москве, стороне, на бронзовой доске была высечена надпись:

 1818 года июля 4 дня Король Прусский Фридрих Вильгельм III, узрев из Кунцева Москву, благодарствовал ей за спасение своего Государства
— Данченко М. В. Наследие Кунцева. — М.: фонд «Наследие Кунцева». — 47 с.
Но эта надпись содержала ошибку: король был в Кунцеве 1 июня.
В 1861 году усадьбу посетили император Александр II с императрицей Марией Александровной.
Усадьба Нарышкиных к 1865 году занимала достаточно большую территорию. В том году эти земли были разделены между Солодовниковым, Солдатенковым и Шелапутиным. Фабрикант и меценат Козьма Терентьевич Солдатенков стал новым владельцем усадьбы, заплатив Нарышкину 200 тыс. рублей. Солодовникову досталась отдаленная часть — городище, земляные сооружения на береговых выступах при слиянии двух рек.
Солдатенков в 1874 году выстроил в усадьбе Кунцево новый дом, фасад которого украсили широкими пилястрами, ленточным фризом и филёнками. Пространство перед домом заполнили статуи Юноны и Юпитера и мраморный обелиск.
В разное время в усадьбе жили, отдыхали и работали многие российские деятели искусств. М. Ю. Лермонтов гостил в кунцевской усадьбе со своей бабушкой, правда в отсутствие хозяина, который в то время там не жил. Будущий великий поэт, которому на тот момент было 14 лет, влюбился здесь в совсем юную девочку, не ответившую ему взаимностью. Отвергнутый кавалер в порыве гнева воскликнул: «И чёрт меня угораздил родиться в этой России!» Уже во времена Солдатенкова дружба с хозяином приводила сюда выдающихся современников. «До слёз наслаждался природой», — писал Л. Н. Толстой, побывав в Кунцеве. О поездках в Кунцево упоминает и Герцен в книге «Былое и думы». Н. П. Огарёв посвятил Кунцеву ряд стихотворений. А. К. Саврасов написал картину «Вид Кунцева под Москвой», писали Кунцево И. Крамской, Ф. Пукиреев и другие художники. П. И. Чайковский о своей поездке в Кунцево писал: «Прелестное место… Между прочим, записал там с голоса одной крестьянки превосходную песню…» Песня эта — «Соловушка», впоследствии была использована композитором в ряде музыкальных произведений. В Кунцеве М. А. Врубель работал над иллюстрациями к поэме Лермонтова «Измаилбек»..
Главный усадебный дом был принят на государственную охрану в 1960 году постановлением Совета министров РСФСР от 30 августа 1960 года № 1327 как «Загородная усадьба XVIII века».
До пожара 1974 года дом оставался деревянным, однако утратил бельведер. После пожара, в 1976 году, дом был разобран и восстановлен в прежнем виде, однако вместо дерева для строительства использовался кирпич.
В 1979 году решением исполкома Моссовета № 3 усадьба вместе с парком общей площадью 253,5 га была принята на государственную охрану в качестве памятника садово-паркового искусства регионального значения «Усадьба „Фили-Кунцево“». В 1997 году территория в 280 га передана в постоянное пользование Парку культуры и отдыха «Фили». С 1998 года согласно постановлению правительства Москвы входит в состав природно-исторического парка «Москворецкий».
В конце XX века в главном доме долгое время находилось 119-е отделение милиции. Главный дом неоднократно реставрировался, в частности, в 2008 году.
4 августа 2014 года у главного здания загорелась и полностью выгорела крыша вместе с башенкой-бельведером. Осенью 2015 в главном здании начались восстановительные работы.
В 2018 году в усадьбе продолжались реставрационные работы, запланировано открыть в главном здании дворец молодёжи. Главный дом внесён в Красную книгу Архнадзора (электронный каталог объектов недвижимого культурного наследия Москвы, находящихся под угрозой). На информационных стендах перед зданиями усадьбы указано, что реставрационные работы будут окончены в 2025 году.
В декабре 2020 года на склоне оврага рядом с главным усадебным домом активистами был обнаружен фрагмент мраморной колонны, подаренной Л. А. Нарышкину Екатериной II в память о посещении усадьбы. После подтверждения ценности находки фрагмент был поднят и передан в ведение администрации парка.

### Владельцы усадьбы
| Владельцы усадьбы Кунцево | Владельцы усадьбы Кунцево                                 | Владельцы усадьбы Кунцево | Владельцы усадьбы Кунцево             |
| Период владения           | Владелец                                                  | Годы жизни                | Примечание                            |
| ------------------------- | --------------------------------------------------------- | ------------------------- | ------------------------------------- |
| 1572—1586                 | Иван Фёдорович Мстиславский                               | ум. 1586                  |                                       |
| 1586—1622                 | Фёдор Иванович Мстиславский                               | ум. 1622                  |                                       |
| 1622—1639                 | Ирина Ивановна Мстиславская                               | ум. 1639                  | сестра предыдущего                    |
| 1639—1649                 | Дворцовое ведомство                                       |                           |                                       |
| 1649—1668                 | Илья Данилович Милославский                               | 1595—1668                 |                                       |
| 1668—1672                 | Дворцовое ведомство                                       |                           |                                       |
| 1672—1685                 | Иван Михайлович Милославский                              | 1635—1685                 | племянник Ильи Даниловича             |
| 1685—1689                 | Федосья Ивановна Милославская                             | ум. 1695                  | дочь предыдущего                      |
| 1689—1690                 | Патриаршая вотчина                                        |                           |                                       |
| 1690                      | Андрей Артамонович Матвеев                                | 1666—1728                 |                                       |
| 1690—1705                 | Лев Кириллович Нарышкин                                   | 1664—1705                 |                                       |
| 1705—1737                 | Евграф Львович, Александр Львович, Иван Львович Нарышкины |                           | сыновья предыдущего, разделили имение |
| 1737—1746                 | Александр Львович Нарышкин                                | 1694—1746                 |                                       |
| 1746—1799                 | Лев Александрович Нарышкин                                | 1733—1799                 |                                       |
| 1799—1826                 | Александр Львович Нарышкин                                | 1760—1826                 |                                       |
| 1826—1838                 | Кирилл Александрович Нарышкин                             | 1786—1838                 |                                       |
| 1838—1862                 | Лев Кириллович Нарышкин                                   | 1809—1855                 |                                       |
| 1862—1865                 | Василий Львович Нарышкин                                  | 1841—1909                 |                                       |
| 1865—1901                 | Козьма Терентьевич Солдатенков                            | 1818—1901                 |                                       |
| 1901—1910                 | Василий Иванович Солдатенков                              | 1847—1910                 | племянник и приёмный сын предыдущего  |
| 1910—1917                 | Надежда Георгиевна Солдатенкова (Филепсон)                |                           | жена предыдущего                      |

## Устройство и архитектура
Усадьба расположена на высоком берегу Москвы-реки. Из Покровского в неё вела прямая трёхкилометровая аллея, заканчивавшаяся у Знаменской церкви. Эта аллея соответствует трассе современной Большой Филёвской улицы.
Главный дом усадьбы построен во второй половине XVIII века в стиле классицизма и украшен тосканскими пилястрами, широкими нишами и бельведером, откуда во все стороны открывались прекрасные виды. Дом был поставлен по центральной оси участка с парадным двором с одной стороны и регулярным садом с другой. Композиция строилась строго симметрично по отношению к главной оси усадебного дома.
В 1841 году в центре парадного двора была установлена доставленная из Петербурга мраморная колонна, которая была подарена Нарышкину Екатериной II в 1769 г. Парадный двор перед главным домом, с круговым объездом вокруг колонны, ограничен по сторонам фасадами флигелей. Два одинаковых одноэтажных здания выстроены в 1830-х годах в приёмах позднего ампира. Стены не оштукатурены, а окрашены по кирпичной кладке. К концу XX века западный флигель обзавёлся поздними пристройками, а на фасаде восточного появилось крыльцо.
Цоколь главного дома со стороны Москвы-реки укреплён кирпичной подпорной стеной, оформленной как открытая терраса с лестничными сходами в парк. В подпорной стене обустроен грот с двумя колоннами. По бокам от входа в грот на сохранившихся до сих пор (2015 год) постаментах стояли мраморные статуи Юноны и Юпитера.
Главный фасад усадебного дома обращён к Москве-реке. Крутой берег спускался вниз ровным зелёным откосом. В конце XVIII века по сторонам его были обустроены деревянные лестничные сходы, а внизу у берега реки — широкий деревянный помост. Позднее там была поставлена мраморная скульптурная группа «Похищение Прозерпины Плутоном», копия шедевра, выполненная маэстро Паоло Трискорни. В 40-х годах XIX века в саду стояла металлическая статуя работы русских мастеров, датированная 1732 годом и изображавшая обнажённую женщину с поднятой рукой. Несколько мраморных скульптур и бюстов, по большей части комические, украшали регулярный парк около дома. В начале XXI века скульптуры из усадьбы Кунцево можно увидеть в собрании музея «Дом Бурганова».
В конце XX века сохранялась и старинная беседка в виде гриба, устроенная в основании старого дуба с дуплом, покрытого соломенной кровлей. Кроме того, в середине XIX века в парке были установлены так называемые «половецкие бабы» — древние сакральные изваяния, вывезенные из степей южной России (утрачены). Согласно исследованиям И. Е. Забелина, одной из них был так  называемый «Кунцевский идол». «Баба» была привезена местным помещиком в конце XVIII века и служила украшением паркового павильона связанного с городищем. «Баба» стояла прежде посредине полуострова в дупле вяза, затем была перенесена в сад ближе к усадьбе Подобные «фолли» были характерны для садово-парковой архитектуры этого периода. В период после Октябрьской революции следы идола теряются и современное местонахождение его неизвестно.
- Восточный флигель
- Западный флигель
- Ваза на месте мраморной колонны